# Gianfranco Petris
Gianfranco Petris (Budoia, 1936. augusztus 30. – Trepalle, 2018. július 1.) válogatott olasz labdarúgó, középpályás, csatár.

## Pályafutása

### Klubcsapatban
1954 és 1956 között a Treviso, 1956 és 1958 között a Triestina játékosa volt. 1958 és 1964 között a Fiorentina csapatában játszott, ahol egy olasz kupa győzelmet ért el az együttessel. Tagja volt az 1960–61-es idényben KEK-győztes, és a következő idényben döntős csapatnak. 1964-65-ben a Lazio, 1965-66-ban a Trani labdarúgója volt.

### A válogatottban
1958 és 1963 között négy alkalommal szerepelt az olasz válogatottban és egy gólt szerzett.

## Sikerei, díjai
Fiorentina
- Olasz kupa (Coppa Italia)
  - győztes: 1961
  - döntős: 1960
  - gólkirály: 1960, 1961
- Kupagyőztesek Európa-kupája (KEK)
  - győztes: 1960–61
  - döntős: 1961–62